# Hoover-Moratorium
Als Hoover-Moratorium wird die Erklärung des US-Präsidenten Herbert C. Hoover vom 20. Juni 1931 bezeichnet, die intergouvernementalen Zahlungsverpflichtungen wegen der Weltwirtschaftskrise für ein Jahr auszusetzen. Damit waren nicht nur die deutschen Reparationszahlungen an die europäischen Siegermächte des Ersten Weltkriegs gemeint, sondern auch die interalliierten Kriegsschulden, die Großbritannien und Frankreich während des Weltkriegs bei den USA aufgenommen hatten und die sie mit ihren Reparationseinnahmen zurückzahlten.
Nach komplizierten Verhandlungen gegen den zähen Widerstand Frankreichs trat das Moratorium schließlich am 6. Juli 1931 in Kraft.
Hoover machte seinen Vorschlag in einer Zeit, in der die Weltwirtschaftskrise Europa besonders hart getroffen hatte: Am 11. Mai 1931 brach in Österreich die Creditanstalt zusammen. Auch Staat und Wirtschaft in Deutschland bewegten sich am Rand des finanziellen Zusammenbruchs.
Hoover fürchtete vor allem die Auswirkungen eines finanziellen und politischen Zusammenbruches des Deutschen Reiches auf das amerikanische Kapital in Deutschland. Sein Ziel war, das sich wieder abzeichnende Wirtschaftswachstum in seiner Anlaufphase von den Zahlungsverpflichtungen der Staaten zu entlasten und es dadurch anzuregen. In Deutschland wurde der Vorstoß des Präsidenten begrüßt, da die Regierung Brüning in ihm einen Schritt in Richtung auf die Aufhebung sämtlicher Reparationsverpflichtungen aus dem Ersten Weltkrieg sah. Ebendies fürchtete man in Frankreich und fühlte sich obendrein von den USA übergangen, da die Regierung unter Ministerpräsident Pierre Laval anders als die deutsche und die britische nicht vorab konsultiert worden war. Erst nach wochenlangen Verhandlungen stimmte Laval zu, nachdem ihm zugesichert worden war, dass damit keine prinzipielle Befreiung Deutschlands von seinen Reparationsschulden verbunden war.
Unter anderem führte dieser Widerstand dazu, dass die Initiative Hoovers ihre vertrauensbildende und stabilisierende Wirkung kaum entfaltete. Am 13. Juli brach die Deutsche Bankenkrise aus. Folge der Bankenkrise war, dass die Reichsbank auf absehbare Zeit über keine ausreichenden Devisen mehr verfügte, um die Reparationszahlungen wieder aufzunehmen. Nachdem zwei internationale Expertenkomitees im Spätsommer und im Herbst 1931 festgestellt hatten, dass eine Wiederaufnahme der Zahlungen die Rückkehr des Vertrauens der ausländischen Geldgeber behindern würde, einigte sich die Konferenz von Lausanne am 9. Juli 1932 darauf, die Reparationen zugunsten einer symbolischen Restzahlung zu streichen.
Die USA weigerten sich, auch für die interalliierten Kriegsschulden eine gleichartige Vereinbarung zu treffen. Im Dezember 1932 beschloss das französische Parlament, die Rückzahlung der Schulden Frankreichs aus dem Ersten Weltkrieg einzustellen. Großbritannien und Frankreich weigern sich bis heute, diese Schulden zu zahlen.